# 有尾返祖畸形
有尾返祖畸形是人在出生后就在骶骨尾部长有一条尾巴，内有一个或多个尾椎骨的畸形现象。尾巴长短不一，有的表面还长有毛。经常被认为是一种返祖现象。多数有尾返祖畸形患者在出生后可以接受外科手术切除尾巴，但由于尾巴内往往伴随有神经，如手术不慎触断神经可能会导致瘫痪，严重甚至死亡。与之类似的是有尾畸形，但不属于返祖现象。